# Királyok völgye 11

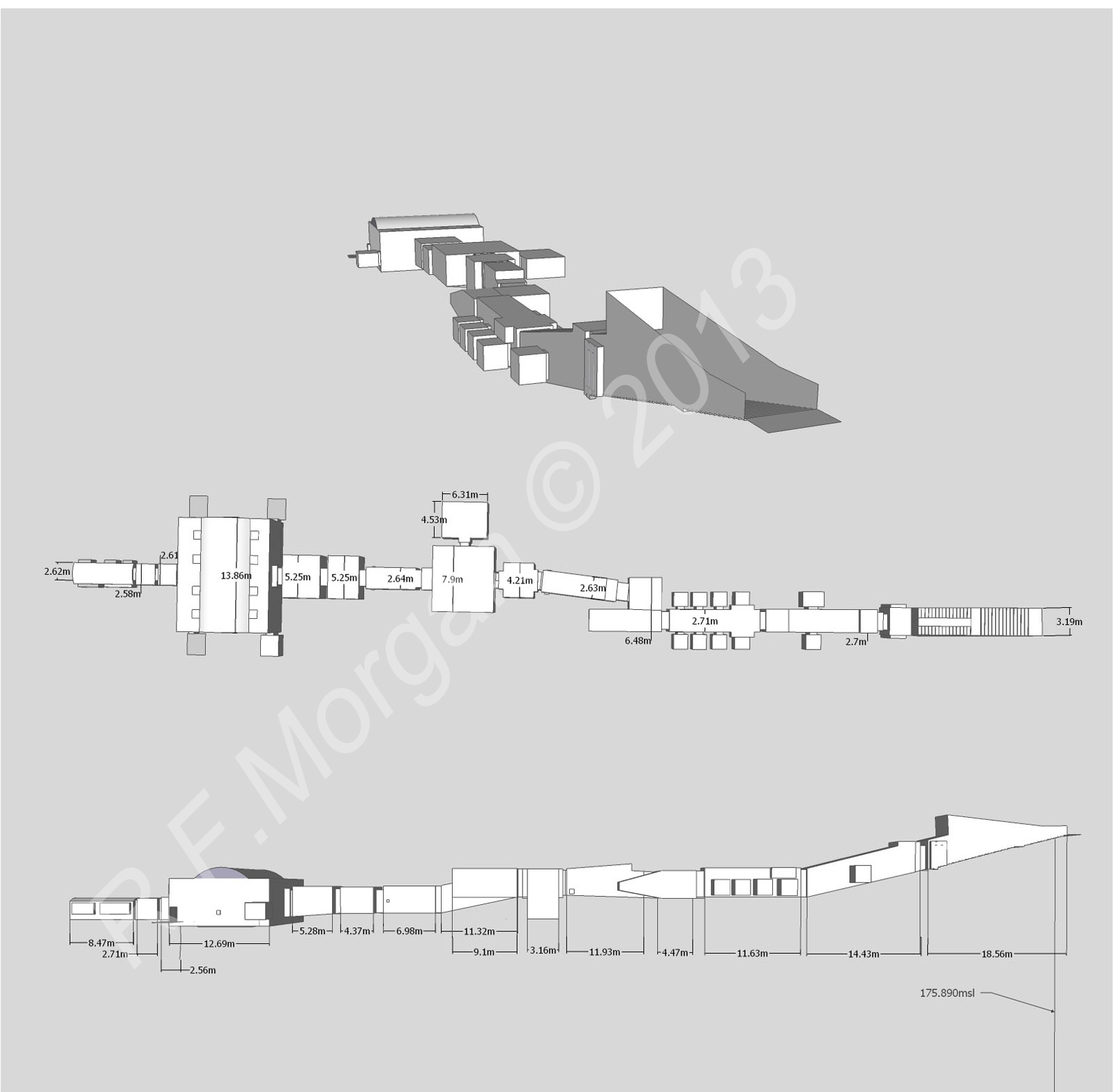
A sír sematikus képe

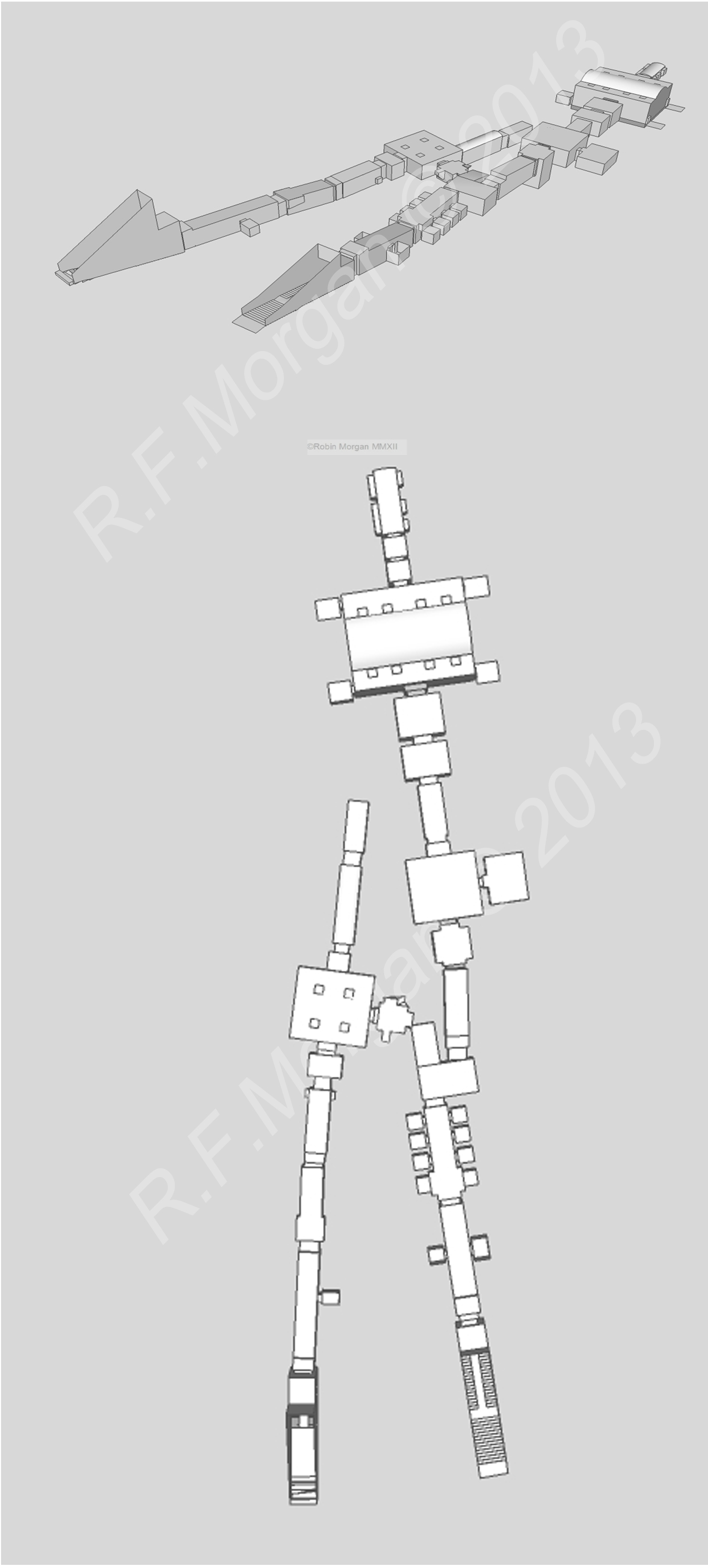
KV10 & KV11

A Királyok völgye 11 (KV11) egy egyiptomi sír a Királyok völgye keleti völgyében, a fő vádiban. A XIX. dinasztia legnagyobb fáraója, III. Ramszesz sírja. Eredetileg apja, Széthnaht számára kezdték el építeni, de a harmadik folyosó után abbahagyták az építkezést, mikor véletlenül behatoltak Amenmessze közeli sírjába, a KV10-be. Széthnaht számára ezután a KV14 sír készült el. A KV11 építését később más tengelyen folytatták III. Ramszesz számára, mikor az eredetileg neki szánt sír, a KV3 építését a rossz sziklaminőség miatt abba kellett hagyni.
A sír az ókor óta nyitva áll. Ismert Bruce-sír néven is (James Bruce után, aki 1768-ban járt a sírban), és Hárfások sírja néven is (mert a sírban két vak hárfást is ábrázolnak).

## Feltárása
Elhelyezkedése az ókor óta ismert. A sírt feltérképezte Richard Pococke, James Bruce és James Burton, leírta James Bruce, a napóleoni expedíció, Robert Hay, a francia-toszkán expedíció, Karl Richard Lepsius és Marek Marciniak is. Giovanni Battista Belzoni 1816-ban és 1819-ben ásatott itt, ő távolította el a szarkofágot a sírból. 1895-ben a Service des Antiquités tárta fel a sírt.

## Leírása
A sír egyenes tengelyű, 188,11 m hosszú, területe 726,33 m². A korszak sírjaihoz hasonlóan egyenes tengelyű, bár a második folyosó után a tengelyt az eredetivel párhuzamosan eltolták, mert az építés során véletlenül betörtek a szomszédos sírba. A bejáratot két folyosó követi, az elsőnek két, a másodiknak nyolc mellékkamrája nyílik szimmetrikusan. A harmadik folyosó építésének kezdetekor törtek be a KV10 sír tetejébe, ezért az építkezéssel felhagytak, és csak akkor folytatták, mikor a sírt átalakították III. Ramszesz számára. Ekkor a jobboldali falat továbbvésték nyugat felé, kamrát alakítva ki ezzel, melynek délnyugati végéből indult ki az újabb folyosó, mely enyhe szöget zárt be az eredeti folyosókkal, és talaja felfelé emelkedik, hogy ne ütközzön az alatta lévő sírba. Az ezt követő kamrától, melyben az akna található, a sír tengelye ismét párhuzamos az eredeti tengellyel. Az aknát egy négyoszlopos, egy nyugati mellékkamrával rendelkező folyosó követi, majd egy újabb folyosó és egymás után két, négyszögletes alaprajzú kamra. Ezt követi a nagyméretű sírkamra, melyben nyolc oszlop található, a sír tengelyére merőleges elrendezésben, a kamra sarkaiban pedig egy-egy mellékkamra. A sírkamrán túl még három kisebb kamrában folytatódik a sír.
A síron állagmegőrző munkálatokat végeztek és látogathatóvá tették, a díszítést üveglapok fedik, a sírban fa padlón lehet közlekedni.

## Díszítése
A sír díszítése festett mélydomborműves. A sírkamra és az ezt követő kamrák díszítése komoly vízkár miatt sérült.

## Fordítás
Ez a szócikk részben vagy egészben  a   KV11 című német Wikipédia-szócikk fordításán alapul.  Az eredeti cikk szerkesztőit annak laptörténete sorolja fel. Ez a jelzés csupán a megfogalmazás eredetét és a szerzői jogokat jelzi, nem szolgál a cikkben szereplő információk forrásmegjelöléseként.